# 圣托罗斯堂

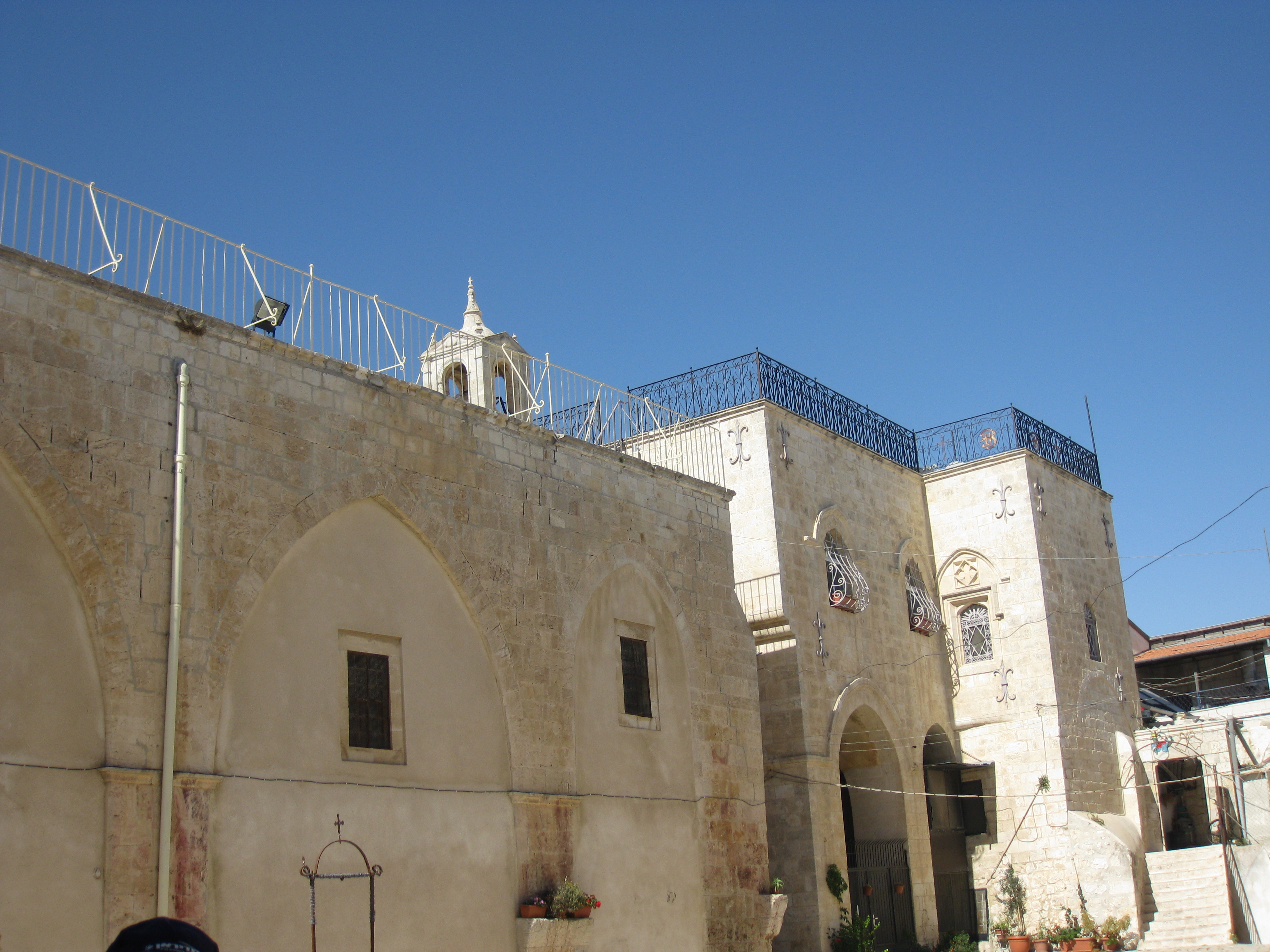
圣托罗斯堂

圣托罗斯堂 （Church of Saint Toros）是一座亚美尼亚使徒教会的教堂，位于耶路撒冷的亚美尼亚区。  
圣托罗斯堂毗邻圣雅各主教座堂。亚美尼亚人保存的4000多份古代手稿收藏在教堂里。